# Chandpur
Chandpur este un oraș din Bangladesh.